# Passo do Simplon
O passo do Simplon (em italiano: Passo del Sempione) encontra-se nos Alpes Suíços Valais, culmina a 2 005 m, e liga Briga a Domodossola na Itália. A estrada que liga as duas localidades tem 69 km, uma inclinação máxima de 9% e como, contrariamente ao Passo do Grande São Bernardo, está geralmente aberto todo o ano, tem por isso um importante tráfico de camiões.
Mandada construir por Napoleão Bonaparte, 1801 e 1805, para permitir uma passagem fácil às tropas, ainda depois da sua construção foi necessário proceder a longos e muito custosos trabalhos.
Este acidente geográfico faz parte da divisória de águas  entre o Mar Adriático e o Mar Mediterrâneo.

## História
Documentos relativos a portagens atestam que desde o século XIII havia grande comércio por aquele colo. Ligação mais curta, acessível e mais rápida, torna-se uma das principais vias do tráfego europeu tomando o lugar do Grande São Bernardo que havia tido o primeiro plano na época romana. Conjuntamente com o Grande São Bernardo  assumem uma importância estratégica capital nas tensões entre a Casa de Saboia e a França a Oeste, Milão a Sul e o Santo Império Romano a Norte e a Leste. Essa concorrência nota-se no facto de ser mencionado em 1359 que a igreja  paroquial da aldeia de Simon ter sido dedicada a São Gotardo, de origens alemãs, Godehard von Hildesheim.
Movimentos e lutas religiosas assim como novos centros de interesse mais a Leste fazem que o Simplon deixa de ter interesse e o movimento quase que para, a tal ponto que em certas mapas dos séculos XVI e XVII nem sequer é mencionado.

## Stockalper
Na altura em que o tráfego pelos colos Grisões e do Gotardo se desmoronava durante a Guerra dos Trinta Anos, Kaspar Stockalper consegue desviar um importante fluxo de mercadorias pela estrada do Simplon, na altura muito mais segura. Manda reparar o caminho, existente da época medieval, para os mulares para fazer dela a artéria do seu comércio. Em 1640 estabelece um correio semanal entre Genebra e Milão, o que vai interessar o Valais, onde chega a existir mais de 200 chefes de caravanas de burros. O sucesso de Stockalper é tal que manda construir um Hospício Alter Spittel, em 1666, situado na vertente Sul do passe.

## Hospício
Em 1800, Napoleão Bonaparte manda construir  uma estrada estabilizada e empedrada por considerações estratégicas. O colo deveria ser praticável aos canhões e constituir a ligação militar mais directa França-Itália. Mesmo que nunca tenha sido utilizada por ele, o Simplon não era só a ligação mais rápida mas a mais curta entre os dois países, foi-o pelo General Ferdinand von Bubna à frente de 80 000 soldados Russos e Austríacos que passaram em 1815 em direcção da França.
Além da estrada mandada preparar por Napoleão, foi necessário construir-se oito grandes pontes, sete galerias, vários refúgios e o Hotel Post (Correio) na aldeia de Simplon. Em 1811 mandou construir um hospício no cimo do colo que deveria ser explorado pelos membros do Capítulo do Grande São Bernardo e que ocuparam temporariamente o Alter Spittel de Stockalper. Com a queda de Napoleão o hospício não foi terminado e os Capítulos só retomaram os trabalhos para se instalarem lá em 1835.
Depois da época Napoleónica, o Simplon manteve importância militar por causa das tensões entra a França o Piemonte e a Áustria e foram construídas fortificações nos desfiladeiro de Gondo.
Durante a Segunda Guerra Mundial o Simplon foi um ponto de defesa importante e a Águia em pedra (imagem), com 9 m de altura, no cume do passe, comemora a cobertura das fronteiras da época. Foi mandada erigir pela Brigada de Montanha 11 (Francesa).

## Séculos XIX e XX
As diligências relançaram o interesse do colo, mas o eu interesse como via de comunicação diminuiu muito com a abertura do passo do Brennero Austria-Itália  (1867)  túnel ferroviário do Fréjus, na França (1871) e o túnel ferroviário de São Gotardo na Suíça tiveram por consequência um recuo importante do tráfego (23 679 viajantes em 1870, 12 752 em 1880, 8184 e 1890). O pior veio com o seu próprio túnel, o túnel ferroviário do Simplon (1906), na altura o maior do mundo.
O interesse voltou com o turismo automóvel e para o provar os trabalhos realizados a partir de 1957 que permite a sua utilização durante todo o ano. Actualmente é o tráfego de pesados que é o mais importante com 80 000 camiões em 2012.
Em 1994 foi restaurado e aberto como percurso pedestre o antigo caminho mular de Stockalper, entre Briga e Gondo.

## Imagens

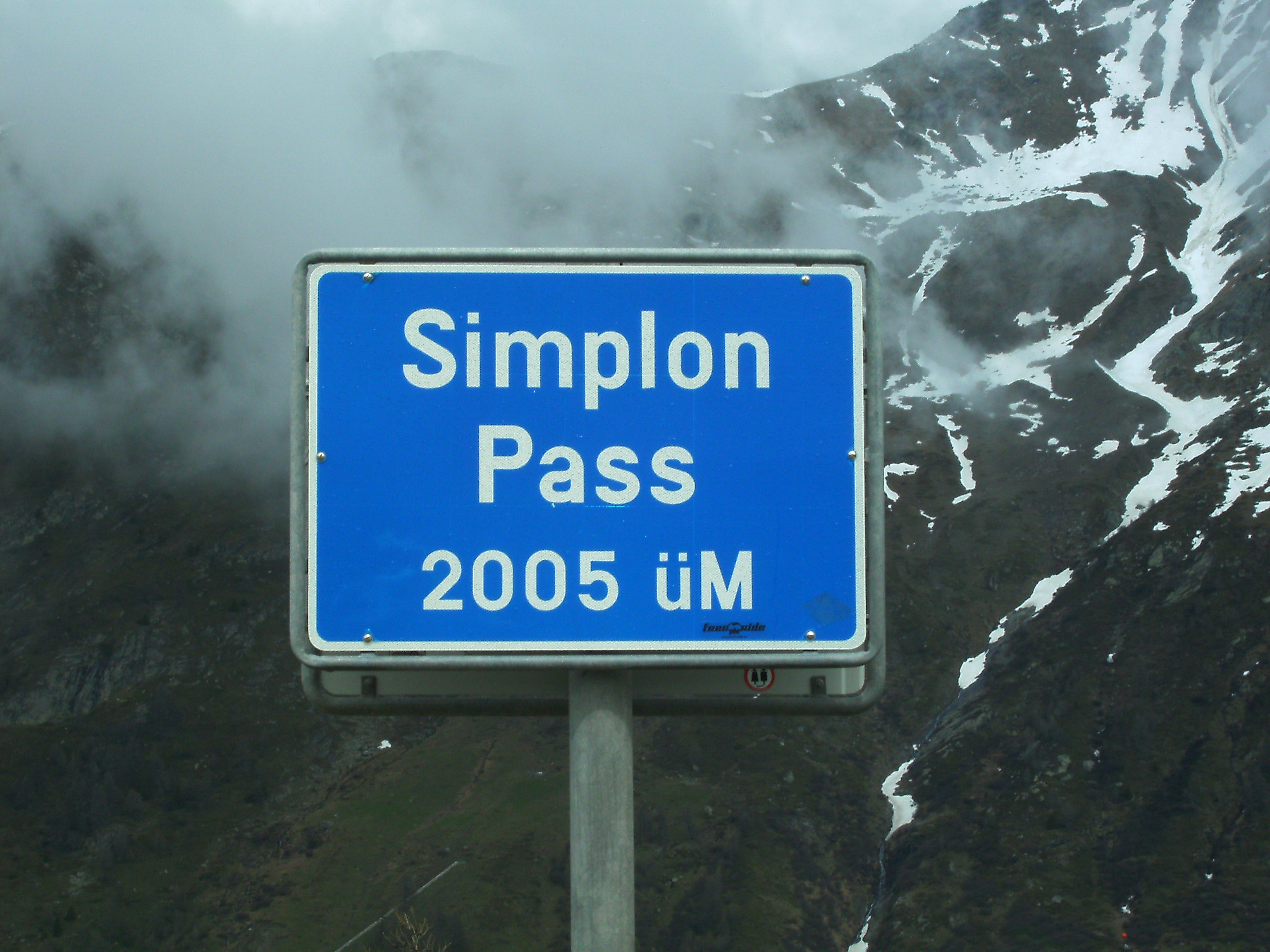
No colo
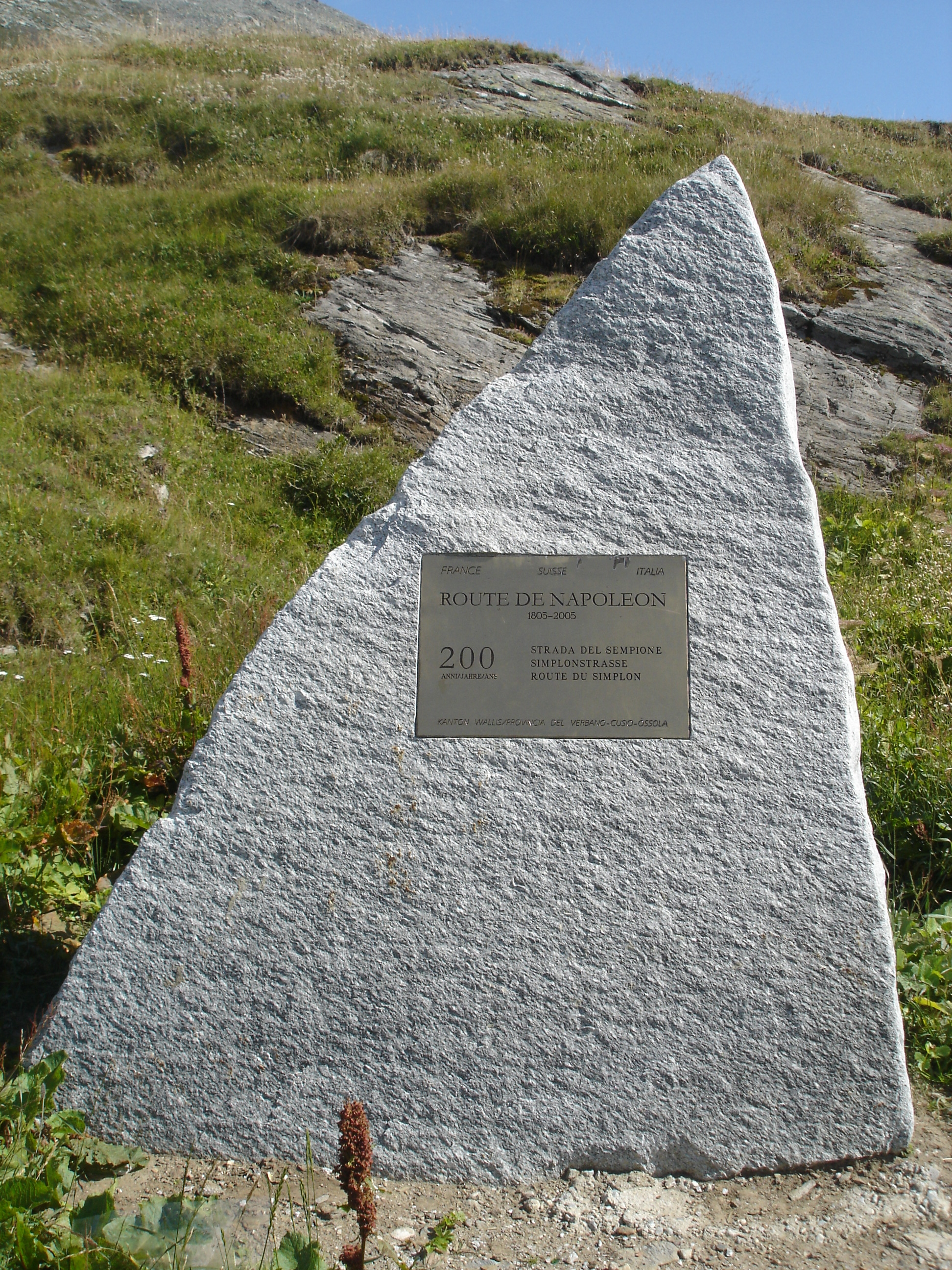
Placa comemorativa dos 200 anos
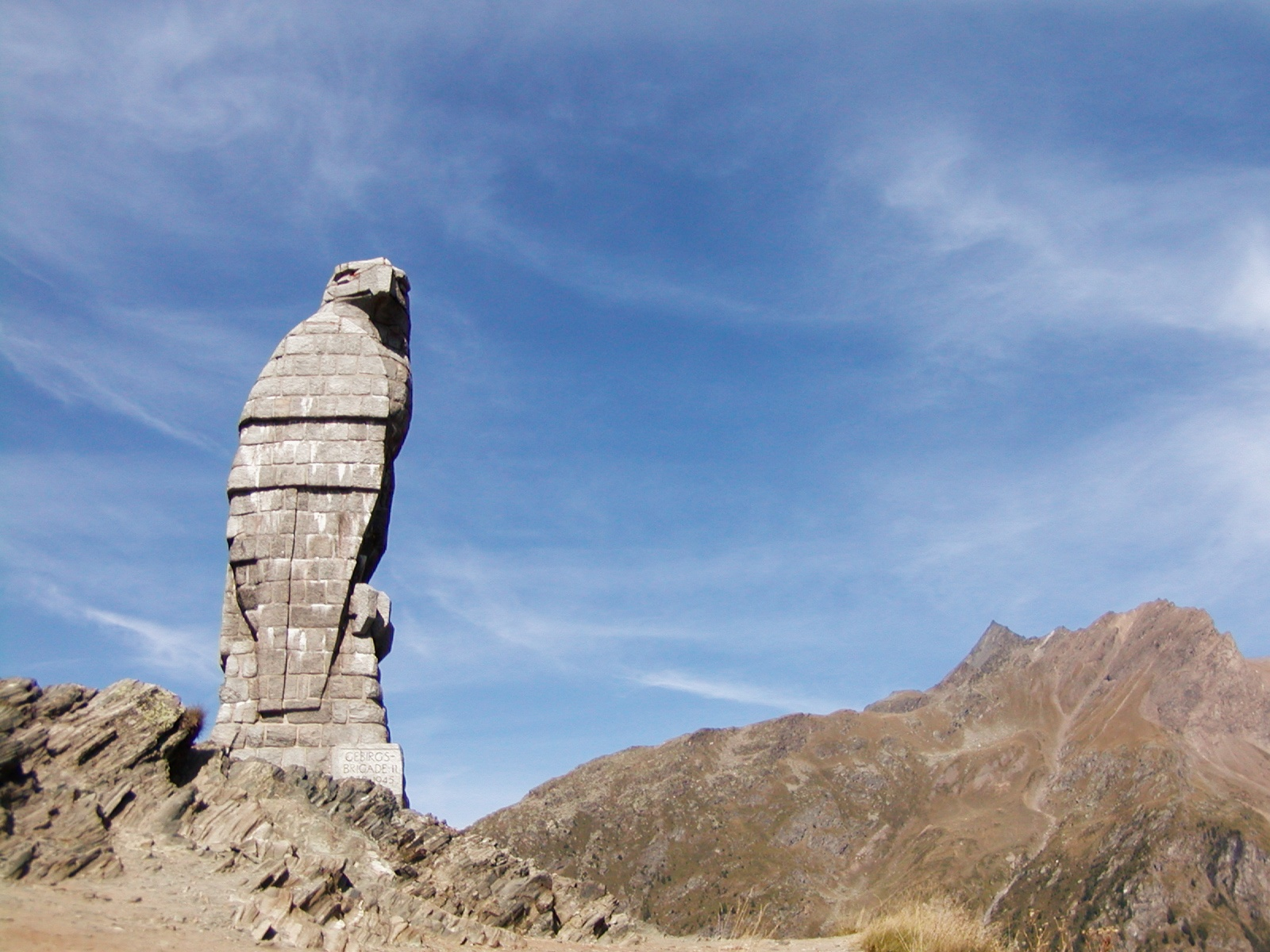
A águia erigida pela Brigada de Montanha 11 (FR)
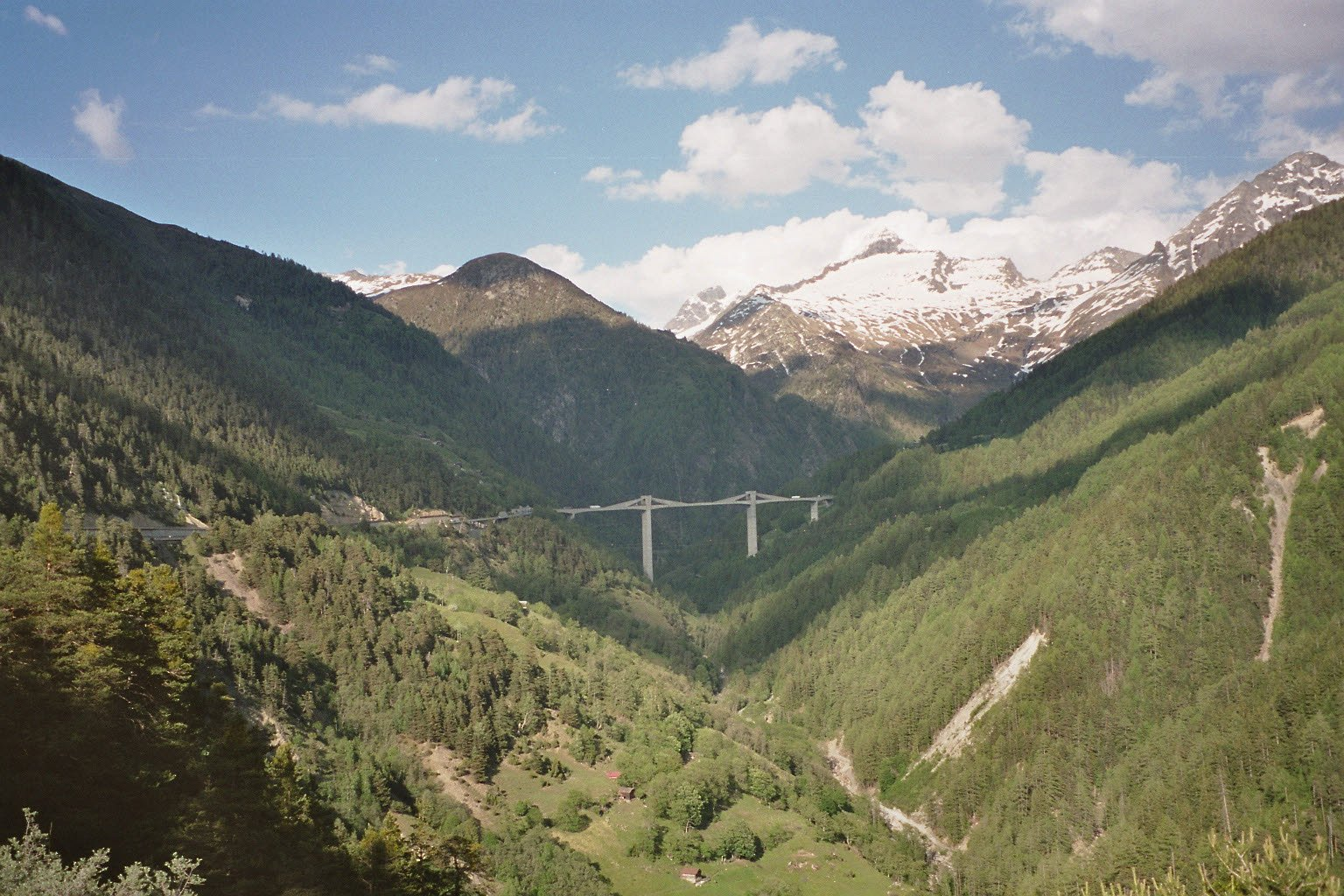
A Ponte do Ganter, substitui a antiga ponte Sud do colo